# Sleaze rock
El sleaze rock es un subgénero contractual del glam metal nacido en el inicio de la década de los 1980 y popularizado posteriormente.  El mismo es caracterizado por una imagen más sucia, callejera, irreverente y sin el exceso de maquillaje que las demás bandas del estilo glam usaban. Así mismo, su música tiende a ser más agresiva y elaborada que las bandas de glam típicas. Una de las bandas más sobresaliente de este subgénero es Guns N' Roses, quienes lo popularizaron principalmente e influyeron a otras bandas.

## Historia
Los orígenes del sleaze rock pueden remontarse hasta el álbum Rocks de la banda Aerosmith, que hizo una mezcla de hard rock, heavy metal y blues logrando un singular sonido del álbum. En 1977 la banda Kiss lanza el disco Alive II, en donde en su cara B, en la sección en estudio, encontramos canciones precursoras como "All American Man" y "Larger Than Life". A inicios de los años 1980 se hace popular en la escena musical británica la banda de Finlandia Hanoi Rocks, una banda de obvias influencias punk, pero con un sonido más refinado producto de la mezcla de glam rock y blues, probablemente la banda definió el género con sus primeros álbumes. Luego es imprescindible citar a Mötley Crüe que en 1981 fueron los que empezaron con este subgénero del glam metal en Estados Unidos con su álbum debut Too Fast for Love y en 1983 con Shout at the Devil. Después de la segunda mitad de los años 1980 surgen tanto en Estados Unidos como en el Reino Unido innumerables bandas con influencia sleaze, muchas se vuelven populares gracias al auge del movimiento glam metal sobre todo en la escena musical de Sunset Strip en Los Ángeles, de ese mismo caldo de cultivo surge también L.A. Guns y Hollywood Rose, bandas precedentes de lo que se popularizó años después como Guns N' Roses, la banda más popular del género que gracias a su imagen callejera y dura sumado a su actitud irascible junto a su singular sonido, un híbrido de hard rock y heavy metal con notorias influencias del punk así como del blues, gozaron de popularidad y éxito mundial gracias a su álbum debut Appetite for Destruction. Un claro ejemplo del sonido sleaze que no se puede encasillar su sonido ni dentro del heavy metal ni fuera del hard rock, sino en algo intermedio. Más tarde, esta banda influenciaría a otras como Faster Pussycat, Skid Row, L.A. Guns, Roxx Gang, Shotgun Messiah, Bang Tango o Dangerous Toys. Con un amplio repertorio de bandas que llevarían este estilo a un territorio comercial más amplio.

## Decadencia
A principios de los años 1990 la popularidad del género aumentaba con la llegada de discos como Use Your Illusion I, Use Your Illusion II de Guns N' Roses, Slave to the Grind de Skid Row y Dog Eat Dog de Warrant. Pero la creciente popularidad de géneros como el grunge y el rock alternativo opacaban a las bandas quedando cada vez más relegadas de canales de televisión como MTV y del apoyo de las compañías discográficas. Para el año 1994 la mayoría de las bandas se habían separado o se encontraban en bajo perfil.

## Resurgir
A finales de los 1990, el género experimento un modesto resurgir con la creación de bandas como Buckcherry con su éxito "Lit Up". En la actualidad se encuentra constituido principalmente por bandas provenientes del Norte de Europa o en su mayoría suecas como es el caso de Vains of Jenna, Crashdïet, Hardcore Superstar, Crazy Lixx, Babylon Bombs, así como la banda estadounidense Dirty Penny, que es muy popular en Europa, Latinoamérica y California.
Es importante añadir que las bandas son más sobrias que en la década de los años 1980, y tienden menos a los clichés como las power ballad.